# امانوئل تستاردی
امانوئل تستاردی (انگلیسی: Emanuele Testardi؛ زادهٔ ۳۱ دسامبر ۱۹۹۰) بازیکن فوتبال اهل ایتالیا است.
از باشگاه‌هایی که در آن بازی کرده‌است می‌توان به باشگاه فوتبال ویرتوس لانچانو، باشگاه فوتبال یو. اس. پرگولیتزه، باشگاه فوتبال بوداپست هونود، باشگاه فوتبال سمپدوریا، باشگاه فوتبال دلفینو پسکارا، و باشگاه فوتبال اتلتیکو آرتزو اشاره کرد.
وی همچنین در تیم ملی فوتبال زیر ۲۰ سال ایتالیا بازی کرده‌است.